# 도요토미 히데요리
도요토미/도요토미노/하시바 히데요리(일본어: 豊臣/羽柴秀頼)(1593년 8월 29일 ~ 1615년 6월 4일)는 일본 아즈치모모야마 시대와 에도 시대 전기의 다이묘이다.
도요토미 히데요시와 그의 측실 차차 사이에서 태어난 차남으로 아명은 히로이마루(拾丸)이다. 히데요시 사후 세키가하라 전투를 비롯한 도쿠가와 세력과의 알력 끝에 1615년 오사카 전투 때 오사카성이 함락되자 생모 요도도노와 함께 자살했다. 향년 23세.

## 생애

### 탄생 이전
도요토미 히데요시는 항상 불임에 시달렸다. 그래서 대가 끊어질까봐 도요토미 히데츠구를 양자로 맞이했다. 임진왜란이 발발하자 가토 기요마사는 조선 곳곳을 다니며 열심히 호랑이를 사냥해다가 그 호랑이의 음경을 잘라다가 도요토미 히데요시에게 보내서 먹게 했다. 도요토미 히데요시는 가토 기요마사가 보내준 호랑이의 음경을 열심히 먹었는데 호랑이의 음경이 불임 치료에 특효약이었기 때문이었다.

### 유년기
분로쿠 2년(1593년) 부친 히데요시의 나이 57세 때 오사카성에서 태어났다. 어머니는 히데요시의 측실로 아자이 나가마사의 아내였고 오다 노부나가의 여동생인 이치의 장녀 차차다. 유모는 구나이쿄노 쓰보네(宮内卿局), 우쿄다이부노 쓰보네(右京大夫局) 및 쇼에이니(正栄尼)이며, 생모 차차의 유모인 오쿠라쿄노 쓰보네(大蔵卿局)의 보살핌도 받았다.
태어났을 당시 이미 히데요시의 누나 닛슈의 아들 도요토미 히데쓰구가 히데요시의 후계자로 낙점되어 간파쿠 자리를 이어받고 있었으므로 논란이 제기되었다. 히데요리 생후 2개월째인 분로쿠 2년 10월, 히데요시는 히데쓰구의 딸과 아들 히데요리의 혼약을 주선하는 등 히데쓰구를 회유하려는 모습을 보였으나 분로쿠 4년(1595년) 7월 히데쓰구로부터 간파쿠 직책을 박탈, 할복시킨 뒤 그의 처자 또한 몰살하였으며 다수 다이묘로부터 히데요리에게 충성을 다짐하는 혈판 서약서를 강요하여 히데요리의 후계자 지위를 확립시켰다. 이후 후시미성이 완공되어 부자가 함께 거처를 옮겼다.
게이초 원년(1596년) 9월, 관례를 치르고 히데요리(秀頼)로 개명하였다. 이후 히데요시는 그때까지 독재에 가까웠던 자신의 정권 체제를 수정, 고다이로(五大老), 고부교(五奉行) 제도를 도입하여 히데요리를 보좌하는 새로운 체제를 수립하였다. 이듬해인 게이초 3년(1598년) 8월 히데요시가 사망하자 히데요리가 그의 뒤를 이었고, 거처도 오사카성으로 옮겼다.
그러나 히데요시 사후 고다이로의 일원인 도쿠가와 이에야스가 중신 합의제 원칙을 자주 어기고 영향력을 행사하면서 갈등이 증폭되었다. 또한 이후 또 다른 고다이로인 마에다 도시이에가 사망하고 고부교이자 친 도요토미파인 이시다 미쓰나리가 실각하면서 이에야스가 어린 히데요리를 제치고 정국 주도권을 쥐게 되었다.

### 세키가하라 전투

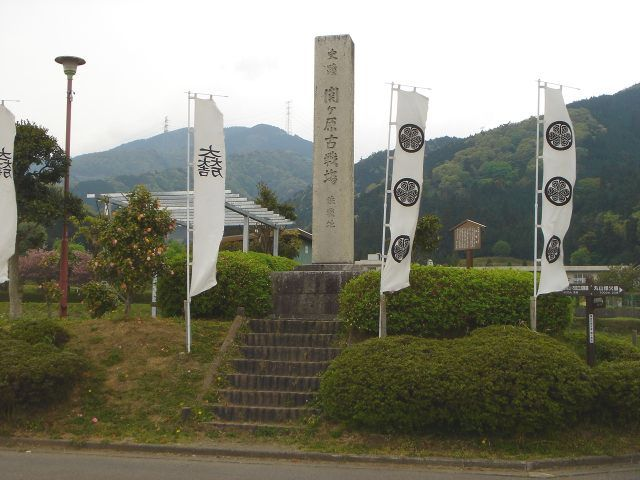
세키가하라 전투 당시 옛 전장

게이초 5년(1600년) 이시다 미쓰나리를 필두로 이에야스에 대항하는 세력들이 군사를 일으킨 세키가하라 전투가 발발하였다. 이 때 히데요리는 고다이로의 일원이자 서군의 총대장으로 옹립된 모리 데루모토의 비호 하에 있었으며 히데요리의 친위대인 나나테구미(七手組)의 일부 또한 서군에 참가하여 사실상 미쓰나리의 서군 편에 속하였다. 결국 전투는 이에야스의 동군 승리로 끝났으나, 명분상 서군과 동군 모두 「히데요리 공을 위하여」군사를 일으켰음을 천명하였으므로 히데요리는 이에야스를 충성스럽고 의로운 인물로 치하하며 위로하였다. 그러나 전후 처리에서 이에야스는 셋쓰(摂津), 가와치(河内), 이즈미(和泉) 직할령을 제외하고 각 다이묘와 가신이 운영하던 도요토미 종가 영지를 마음대로 분리, 분배하였다. 이로써 히데요리는 일본 전국에 퍼져 있던 220만 석 대영주에서 65만 석 일개 다이묘로 전락하였다.
게이초 8년(1603년) 이에야스는 바쿠후 최고 권력자를 상징하는 세이이타이 다이쇼군 지위를 획득하고 에도성 보수에 여러 다이묘를 동원하는 등 독자적인 정권을 행사하기 시작하였다. 사실상 히데요리는 세키가하라 전투 이후로 천하인(天下人) 자리에서 밀려났으나 이후에도 여전히 셋칸케(摂関家) 일원으로 인정받아 순조롭게 높은 관직을 부여받았으며 가신들에 대해 독자적인 관직 서임권을 행사하였고 매해 신년마다 조정의 구게(公家)들에게 거성 오사카성에서 참배를 받는 등 히데요시 생전과 다름없는 높은 예우를 받았다. 무가 사회에서도 히데요리 가신은 부신(陪臣)이 아닌 도쿠가와 직통 가신과 동등하게 인정받는 등 도요토미 가문은 도쿠가와 가문과 일정하게 대등한 관계를 유지하여 일각에서는 이 시기를 두 개 정권이 공존하는 「이중 공의 체제(二重公儀体制)」라고 평가하기도 한다.
같은 해 7월, 히데요리는 이에야스의 손녀이자 도쿠가와 히데타다의 딸로 부친 히데요시의 생전에 약혼했었던 센히메(千姫)와 혼인하였다.

### 오사카 전투

#### 오사카 겨울 전투

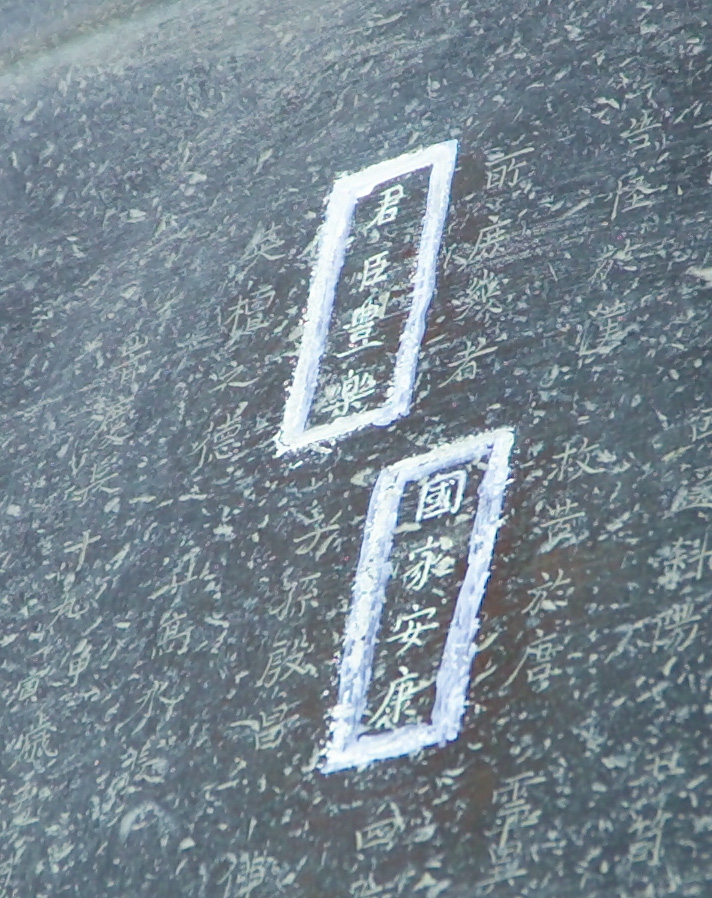
호코지 종

게이초 19년(1614년), 호코지(方廣寺) 종명(鐘銘) 사건을 계기로 도요토미 가문과 도쿠가와 가문이 결별하면서 오사카 겨울 전투가 발발하였다.
이때 히데요리는 후쿠시마 마사노리, 가토 요시아키라 등 도요토미 가문의 휘하에서 싸우며 은혜를 입은 전적이 있는 다이묘들을 중심으로 격문을 날렸으나 도요토미 측에 가담하는 다이묘는 거의 없었다. 반면 세키가하라 전투 당시 개역(改易)을 당하여 다이묘의 지위를 상실한 사나다 노부시게, 고토 모토쓰구, 조소카베 모리치카, 모리 가쓰나가, 아카시 다케노리(明石全登) 등과 그 외에도 주군이 서군에 가담하였다는 이유로 개역당하면서 낭인이 된 수만 명의 무사들은 도요토미의 격문에 반응하여 곧장 오사카성에 입성하였다. 그러나 이들 낭인들은 사기가 매우 높았던 데 반해 오합지졸로 통제가 어려웠고, 낭인 무리와 오노 하루나가 및 요도도노 측이 전투의 마지막까지 서로 대립하여 갈등을 빚었다. 전술에 있어서도 사나다 노부시게 등은 교토로 진격할 것을 촉구하였으나 하루나가 등의 반대로 결국 오사카 성에서 농성하는 것으로 결정되었다.
전쟁 초반, 기쓰가와구치 전투(木津川口の戦い), 바쿠로부치 전투(博労淵の戦い) 등에서 도쿠가와군에게 연패한 도요토미군은 노다・후쿠시마 수상전투(野田・福島の戦い) 및 이마후쿠 전투(今福の戦い), 시기노 전투(鴫野の戦い) 등에서도 패배하여 결국 남은 주변 성채를 모두 버리고 오사카 본성으로 철수하였다. 그러나 오사카 성에서의 전투에서는 도쿠가와군이 도요토미 측 낭인들의 활약으로 인해 지속적으로 격퇴당하면서 성내 진입이 좌절되었고, 특히 사나다마루 전투(ja:真田丸の戦い) 때에는 도쿠가와 측이 큰 손해를 입었다. 이에 도쿠가와군은 전술을 바꾸어 심리적인 압박감을 줄 의도로 밤낮을 가리지 않고 오사카 성에 포격을 가하였다.
이윽고 도요토미 측과 도쿠가와 측 양쪽이 식량과 탄약이 고갈되면서 이에야스는 히데요리 측에 화친을 제의하였다. 당초 히데요리는 이에 반대하였으나 요도도노 등의 설득으로 결국 오사카 성의 해자를 메운다는 조건으로 화의를 받아들였다.

#### 오사카 여름 전투
화의는 맺어졌으나 도쿠가와 측은 도요토미 측이 스스로 요건을 이행하는 것을 기다리지 않고 직접 해자를 메웠으며 성곽의 일부도 파괴하였다. 이에 도요토미 측이 크게 항의하였으나 도쿠가와 측은 이를 일축하고 오히려 낭인들을 모조리 추방하고 영지의 일부를 교환할 것을 도요토미 측에 요구하였다. 결국 이듬해인 게이초 20년(1615년) 도요토미 측이 도쿠가와 측의 요구를 모두 거부하고 해자를 도로 파내면서 이에야스는 전쟁의 재개를 선포, 오사카 여름 전투가 발발하였다.
도요토미 측 장수인 오노 하루후사(大野治房)가 야마토 코리야마 성(大和郡山城)으로 출격하여 제압, 약탈을 벌이고 되돌아온 것을 시작으로 본격적인 전투가 시작되었다. 도요토미 측은 한난(阪南, 오사카 남서부)으로부터 오사카 쪽으로 북상하고 있던 도쿠가와의 대군을 상대적으로 적은 수의 군대로 맞서 싸울 수 있도록 좁은 지역인 야오(八尾)로 진군하였다. 결국 야오와 와카에(若江), 도묘지(道明寺)에서의 전투에서 조소카베 모리치카 휘하의 도요토미군은 도도 다카토라 휘하의 도쿠가와군을 괴멸시키는 데 성공하였다. 그러나 주요 장수인 기무라 시게나리(木村重成), 고토 모토쓰구 등이 이 전투에서 전사하면서 도요토미군 또한 타격을 입었다. 또한 오노 하루후사 등이 출정한 기슈(紀州)에서의 가시이 전투(樫井の戦い)에서 선봉인 반 나오유키(塙直之)의 도요토미군이 아사노 나가아키라(浅野長晟)의 도쿠가와군에게 패퇴하고 나오유키 또한 전사하면서 도요토미군은 후퇴하여 오사카 성으로 물러났다.

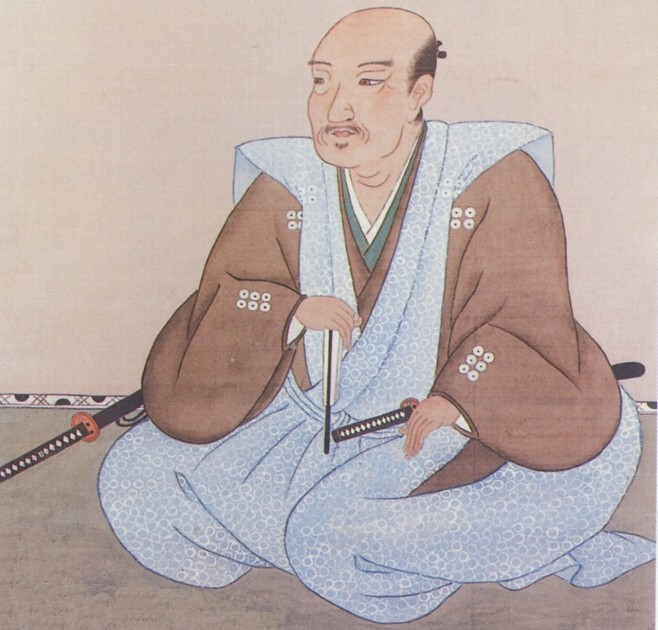
사나다 노부시게

잇따른 패전으로 전력을 잃고 피폐해진 도요토미 측은 도쿠가와의 수장인 이에야스, 히데타다가 오사카에 포진한 때를 노려 최종 결전을 다짐하였다. 이 때 사나다 노부시게가 도요토미군의 사기를 높이기 위해 총대장인 히데요리가 직접 전선에 나와 군사들을 독려할 것을 히데요리에게 촉구하였으나, 전장이 아들에게 좋지 않은 영향을 미칠 것을 염려한 요도도노의 완강한 반대로 실현되지 않았다고 한다. 반면 요도도노 본인은 자주 전선을 방문하였다.
같은 해 5월 7일 도요토미 측의 모리 가쓰나가 부대가 도쿠가와 측의 혼다 다다노부 부대를 사격한 것을 시작으로 오사카 전투의 마지막 전투인 덴노지·오카야마 전투(天王寺・岡山の戦い)가 발발하였다. 순식간에 전투가 모든 전선에 파급되어 전장이 혼란에 빠진 틈을 타 오노 하루후사의 도요토미군이 오카야마구치(岡山口)의 히데타다 본진으로 돌진하였으나 이는 저지되었다. 반면 덴노지 방면에 포진한 사나다 노부시게, 모리 가쓰나가의 군은 차례 차례 도쿠가와 측을 무너뜨려 한 때 이에야스가 자결을 각오할 정도로 도쿠가와군을 궁지에 몰아넣었다. 특히 사나다 노부시게는 적과 아군 양 쪽에서 「일본 제일의 용사(日本一の兵)」로 칭송받았을 만큼 여러 차례 장렬한 돌진을 감행하며 분투하였다. 그러나 결국 이에야스에게 미치지 못한 노부시게는 퇴각 중 힘이 다하여 전사하였고, 다른 도요토미군도 서서히 괴멸되었다.

### 도요토미 가문의 멸망

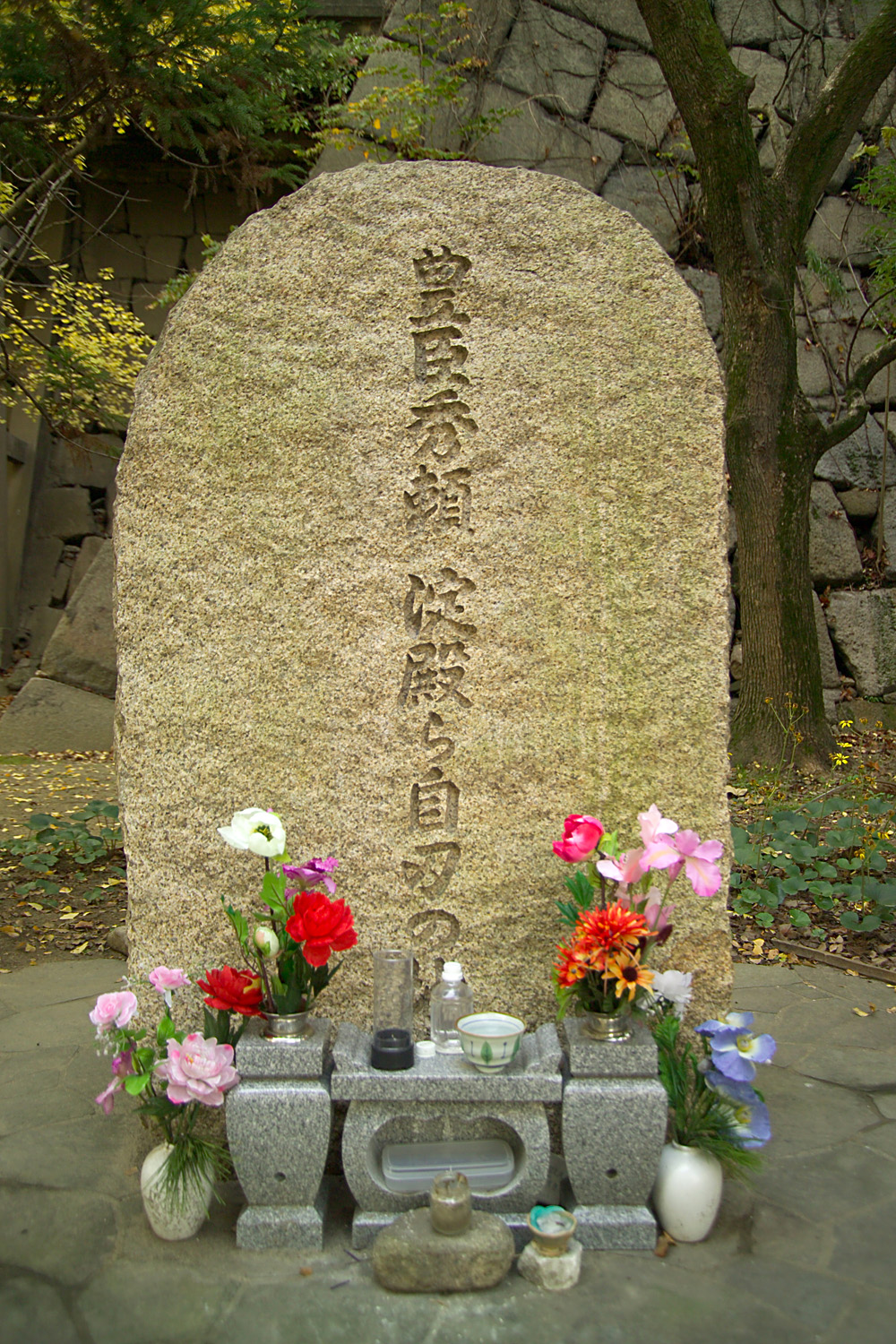
오사카 성내 히데요리와 요도도노 모자의 자결 장소

도쿠가와 군이 오사카 성에 입성하면서 히데요리와 요도도노는 본성을 버리고 야마자토마루(山里丸)로 피신하였으나 곧이어 도쿠가와군에 포위되었다. 일설에 의하면 이때 오노 하루나가가 센히메의 신병을 넘기는 조건으로 히데요리 모자의 목숨을 보전해 줄 것을 도쿠가와 측에 탄원하였다고 하나 진위는 불분명하다. 히데요리는 야마자토마루에서 요도도노와 함께 자결하였다.
묘소는 교토 히가시야마 구의 요겐인(養源院)이다. 그 밖에 오사카 도요쿠니 신사(豊国神社)에서도 부친 히데요시, 숙부인 히데나가와 함께 히데요리 또한 신으로 모시고 있다.
1980년 오사카 성의 산노마루(三ノ丸) 철거지에서 히데요리로 추측되는 유골이 교토 세이료지(清凉寺)에 안치되었으나 실제 히데요리인지 여부는 불확실하다.
측실과의 사이에서 태어난 히데요리의 아들 구니마쓰는 몸을 숨겼으나 도쿠가와군에 발각되어 살해되었다. 딸 나아히메 역시 처형당할 처지에 놓였으나 센히메의 양녀가 되어 불문에 귀의하는 조건으로 목숨을 건진 뒤 1645년 후사 없이 병사하였다.

## 인물상 및 에피소드
- 구게(公家) 풍의 교육을 받았으며 현존하는 필적은 예술적으로도 가치가 높은 것으로 평가받고 있다.

- 『메이료코한(明良洪範)』에 따르면 키 6자 5치(약 197cm), 체중 43관(약 161kg)의 거구였다고 한다. 『나가사와 문서(長澤聞書)』에서도 히데요리의 체격에 대해 '세상에 보기 드물 만큼 몸이 크다'라고 기록하였다. 일각에서는 이에야스가 도요토미 가 타도를 결의한 것은 히데요리와의 니조 성(二條城)에서의 회담 이후 그의 당당한 체격과 풍모에 경각심을 느끼게 된 것이 결정적이었다는 설도 있다. 히데요리의 그러한 체구는 그가 과연 신장이 140cm로 센고쿠 시대의 기준으로도 작은 편에 속했던 도요토미 히데요시의 친자식이 맞는지 의심을 받는 요인이 되기도 하였으나, 약 168cm의 키였던 것으로 알려진 생모 요도도노를 비롯해 외조부 아자이 나가마사, 외조모 이치가 모두 장신이었으므로 히데요시와의 체격 차이가 확연했던 것이 반드시 그가 히데요시의 친자가 아니라는 증거는 아니다.

- 일각에서는 도요토미 히데요리가 도요토미 히데요시의 아들이 아닌 요도도노가 불륜으로 낳은 사생아라는 주장이 제기되고 있다. 이유인 즉, 도요토미 히데요시와 도요토미 히데요리는 부자 지간임에도 불구하고 외모에서 닮은 부분이 거의 없기 때문이다. 체격도 도요토미 히데요시는 키 약 140cm 정도에 비쩍 마른 몸과 원숭이 같은 얼굴이지만 도요토미 히데요리는 키 약 197cm 정도에 고도비만인 몸과 돼지 같은 얼굴이기 때문이다. 아버지인 도요토미 히데요시와는 그 외모가 심할 정도로 닮지 않았다.

- 얼굴에 천연두의 흔적이 있었으며, 카마보코(蒲鉾, 어묵의 일종)를 특히 좋아했다고 알려져 있다.

- 히데요리의 정실 센히메는 도쿠가와 이에야스의 장남 도쿠가와 히데타다와 그의 정실 오에요(お江与) 사이의 장녀이다. 오에요는 요도도노의 자매로, 센히메와 히데요리는 이종 사촌 남매간이기도 했다. 두 부부의 관계는 화목하였던 것으로 알려져 있으나 자녀는 없었다.

## 같이 보기
- 사나다마루

## 참고 문헌
- 모리타 교지(森田恭二),　『비극의 영웅 도요토미 히데요리(悲劇のヒーロー　豊臣秀頼)』　和泉書院, 2005년.

| 전임 도요토미 히데요시 | 제2대 도요토미씨 당주 1598년 ~ 1615년 | 후임 단절 |

| 전임 하시바 히데요시 | 제2대 하시바씨 당주 1598년 ~ 1615년 | 후임 하시바 도시쓰구 |

|  | 오사카 번 번주 (도요토미 가문) 1600년 ~ 1615년 | 후임 마쓰다이라 다다아키라 |